# Октиска базилика
Октиска базилика (на македонска литературна норма: Октиска базилика) е старохристиянски храм край разположеното край северозападния бряг на Охридското езеро село Октиси, община Струга, Северна Македония. Известна е сък запазените си мозайки.

## Местоположение
Базиликата е открита в 1927 година край църквата „Свети Никола“.

## Описание
Храмът е датиран към V–VI век. Базиликата е трикорабна с нартекс и баптистерий. Подовата мозайка на квадтартния баптистерий е богата с образи на елени, коне, кантароси, цветя и геометрични орнаменти. Най-интересна е мозайката в нартекса на църквата – една от най-запазените в Република Македония. В едно правоъгълно пространство, означено с двойна плетеница е изобразена следната композиция: от лявата и дясната страна е изобразена геометрична декорация от правоъгълни и ромбоидни полета. Централната композиция представя фасада на една сграда в преден план с четири стълба със сцена – кантарос, фланкиран с две птици, които пият вода, а между стълбовете виси кандило. Пред самата фасада е поставен кантарос, от кой пият две агнета – композиция, която представлява алюзия за рая. Това е така нареченият „Извор на християнството“, който не се открива в никоя друга открита раннохристиянска базилика на Балканите.